# Gonzalo Quesada
Pour les articles homonymes, voir Quesada.

a Compétitions nationales et continentales officielles uniquement.

b Matchs officiels uniquement.
Gonzalo Quesada, né le 2 mai 1974 à Buenos Aires, est un joueur et entraîneur argentin de rugby à XV. En tant que joueur, il évolue au poste de demi d'ouverture ou d'arrière (1,82 m pour 84 kg), et fait partie de l'équipe d'Argentine de 1996 à 2007.

## Biographie
Il obtient un bac +5 en sciences éco en Argentine, qu'il met six ans à obtenir à cause des tournées avec la sélection.
En 2010, il épouse Isabelle Ithurburu, journaliste sportive française, qu'il a connue alors qu'il évoluait en tant que joueur à la Section paloise, le club de rugby de Pau, la ville dont elle est originaire. Le couple se sépare au début de l'année 2015.

### Joueur
Il joue en Argentine à l'Hindú Club, puis dans des clubs français. À partir de 1996, il est sélectionné régulièrement en équipe d'Argentine.
En 1999, il est sélectionné pour disputer la Coupe du monde 1999. Il est titulaire au poste d'ouvreur et termine meilleur réalisateur avec 102 points inscrits, juste devant l'australien Matt Burke (101 points).
Il passe trois saisons au RC Narbonne de 1999 à 2002. En 2002, il rejoint l'AS Béziers pour deux saisons.
En 2003, il est sélectionné pour disputer la Coupe du monde 2003. Il est titulaire à l'ouverture en poule face à l'Irlande et la Namibie et remplaçant face à la Roumanie.
Lors de la saison 2003-2004, Béziers est qualifié pour les phases finales mais termine dernier de sa poule derrière l'USA Perpignan, le CS Bourgoin-Jallieu et le Castres olympique.
En novembre 2004, il est sélectionné avec les Barbarians français pour jouer contre l'Australie au stade Jean-Bouin à Paris. Les Baa-Baas s'inclinent 15 à 45.
En 2004, il rejoint le champion de France en titre, le Stade français. Le club se qualifie de nouveau en finale du championnat, mais Gonzalo Quesada joue peu au cours de la saison. En 2005, il décide alors de rejoindre la Section paloise. Enfin, il termine sa carrière en France avec une saison 2006-2007 au RC Toulon, relégué en Pro D2. En 2007, il retrouve l'Hindú, son ancien club argentin.

### Entraîneur
Dès 2008, il mène une carrière d'entraîneur. De 2008 à 2011, il est entraîneur-adjoint de l'équipe de France, responsable du jeu au pied et des buteurs. Il est l'adjoint du trio d'entraîneur Marc Lièvremont, Didier Retière et Emile Ntamack.
En 2010, il obtient un diplôme en préparation mentale à l’université de Clermont-Ferrand.
Puis, le 28 novembre 2011, il intègre le Racing Métro 92 en tant qu'entraîneur des lignes arrière et des buteurs, à la place de Simon Mannix, auprès du manager Pierre Berbizier. En 2012, Pierre Berbizier quitte ses fonctions de manager. Le club le nomme alors manager. Il s'entoure de Simon Raiwalui et Patricio Noriega pour coacher les avants. Cependant, seulement trois mois après sa prise fonction en tant que manager, le Racing choisit Laurent Travers et Laurent Labit pour manager le club la saison suivante, à partir de 2013.
Il rejoint alors le Stade français Paris en tant qu’entraîneur principal à compter de la saison 2013-2014. Il forme un staff constitué de Jean-Frédéric Dubois, chargé des arrières, en provenance du RC Massy, et de Patricio Noriega, responsable des avants, qui l'a suivi du Racing au Stade Français. Leur première saison est mitigée puisqu'ils terminent à la septième place du Top 14, trois place au dessus de la saison précédente, mais échouent à se qualifier pour les barrages. A l'été 2014, Simon Raiwalui remplace Patricio Noriega, partant à l'Aviron Bayonnais pour en devenir manager. Lors de la saison 2014-2015, le Stade Français termine quatrième du championnat et se qualifie ainsi pour les barrages. Lors du barrage, il élimine son voisin et rival le Racing Métro 92 38 à 15, puis s'impose en demi-finale face au RC Toulon, champion de France et d'Europe en titre, avec une large avance de 33 à 15. Le 13 juin 2015, il joue la finale au Stade de France contre l'ASM Clermont Auvergne et devient Champion de France grâce à une victoire 12 à 6. A l'été 2015, Jean-Frédéric Dubois quitte le staff et n'est pas remplacé. Le Stade français vit alors un début de saison compliqué, terminant douzième du Top 14, dernier non-relégable, après 11 journées de championnat. A l'été 2016, Greg Cooper devient son adjoint, entraîneur des arrières, poste laissé libre depuis le départ de Jeff Dubois un an auparavant. Après un nouveau début de saison difficile, le club annonce le 7 décembre 2016 que Quesada quittera le Stade français en juin 2017.
Le 30 avril 2017, le Biarritz olympique annonce que Gonzalo Quesada sera le directeur sportif du club à partir de la saison suivante. Après un changement de direction au sein du club, ces derniers ont annoncé le 11 juin 2018 que Quesada quittait ses fonctions,.
En 2018, il retourne en Argentine, après dix-neuf ans de vie en France. Il devient entraîneur en chef de la franchise argentine, les Jaguares, et entraîneur adjoint de l'équipe d'Argentine auprès du nouveau sélectionneur Mario Ledesma. En 2019, Ledesma et Quesada décident de former deux staffs distincts, Quesada conservant uniquement son rôle d'entraîneur en chef des Jaguares.
En 2020, il revient au Stade français trois ans après son départ pour être entraîneur en chef aux côtés de Laurent Sempéré, entraîneur des avants, et Julien Arias, entraîneur des arrières, tous les deux joueurs lors de son premier passage au club. Il n'est pas conservé à l'issue de la saison 2022-2023 et est remplacé par Laurent Labit à la tête de l'équipe parisienne.
En 2024, il devient le nouveau sélectionneur de l'équipe d'Italie de rugby à XV.

### Consultant
Durant la Coupe du monde de rugby à XV 2015, il est consultant pour Canal+ et participe à l'émission Jour de Coupe du monde, présentée par son ex-femme Isabelle Ithurburu.

## Carrière

### Joueur

#### En club
- Jusqu'en 1999 : Hindú Club  Argentine
- 1999-2002 : RC Narbonne  France
- 2002-2004 : AS Béziers  France
- 2004-2005 : Stade français Paris  France
- 2005-2006 : Section paloise  France
- 2006-2007 : RC Toulon  France
- 2007-2008 : Hindú Club  Argentine

#### En équipe nationale
Il a honoré sa première cape internationale en équipe d'Argentine le 14 septembre 1996 pour une victoire 29-26 contre l'équipe des États-Unis, et sa dernière le 26 octobre 2003 pour une défaite 16-15 à Adélaïde contre l'équipe d'Irlande.

### Entraîneur
- 2008-2011 :  France (entraîneur des buteurs)
- 2011-2012 : Racing Métro 92  (entraîneur des arrières)
- 2012-2013 : Racing Métro 92  (manager sportif)
- 2013-2017 : Stade français Paris  (manager sportif)
- 2017-2018 : Biarritz olympique Pays basque  (directeur sportif)
- 2018 :  Argentine (entraîneur adjoint)
- 2019-2020 : Jaguares  (entraîneur en chef)
- 2020- : Stade français Paris  (entraîneur en chef)

| Saison      | Club               | Division    | Poste    | Classement              | Coupe d'Europe                | Challenge européen         |
| ----------- | ------------------ | ----------- | -------- | ----------------------- | ----------------------------- | -------------------------- |
| 2011 - 2012 | Racing Métro 92    | Top 14      | Arrières | 6e, éliminé en barrages | Éliminé en poule              | -                          |
| 2012 - 2013 | Racing Métro 92    | Top 14      | Manager  | 6e, éliminé en barrages | Éliminé en poule              | -                          |
| 2013 - 2014 | Stade français     | Top 14      | Manager  | 7e                      | -                             | Éliminé en quart-de-finale |
| 2014 - 2015 | Stade français     | Top 14      | Manager  | Champion de France      | -                             | Éliminé en poule           |
| 2015 - 2016 | Stade français     | Top 14      | Manager  | 12e                     | Éliminé en quart-de-finale    | -                          |
| 2016 - 2017 | Stade français     | Top 14      | Manager  | 7e                      | -                             | Vainqueur                  |
| 2017 - 2018 | Biarritz olympique | Pro D2      | Manager  | 6e, éliminé en barrages | -                             | -                          |
| 2019        | Jaguares           | Super Rugby | Manager  | 2e, défaite en finale   | -                             | -                          |
| 2020 - 2021 | Stade français     | Top 14      | Manager  | 6e, éliminé en barrages | -                             | Éliminé en poule           |
| 2021 - 2022 | Stade français     | Top 14      | Manager  | 11e                     | Éliminé en huitième de finale | -                          |

## Palmarès

### Joueur

#### En club
Avec le RC Narbonne
- Bouclier Européen :
  - Finaliste (1) : 2001

Avec le Stade français
- Championnat de France de première division : 
  - Vice-champion (1) : 2005

#### En équipe nationale
- 38 sélections en équipe d'Argentine entre 1996 et 2003
- 486 points marqués (4 essais, 68 transformations, 103 pénalités, 7 drops)
- Sélections par année : 5 en 1996, 4 en 1997, 5 en 1998, 8 en 1999, 3 en 2000, 3 en 2001, 3 en 2002, 7 en 2003

En coupe du monde :
- 2003 : trois sélections (Namibie, Roumanie, Irlande)
- 1999 : meilleur marqueur avec 102 points en cinq sélections (Pays de Galles, Samoa, Japon, Irlande, France)

### Entraîneur
- Vainqueur du Championnat de France en 2014-2015 avec le Stade français Paris.
- Vainqueur du Challenge européen en 2016-2017 avec le Stade français Paris

### Distinction personnelle
- Nuit du rugby 2015 : Meilleur staff d'entraîneur du Top 14 (avec Simon Raiwalui et Jean-Frédéric Dubois) pour la saison 2014-2015